# Baie d'Ago
La baie d'Ago (英虞湾, Ago-wan) est une baie du Japon se situant près de la ville de Shima, préfecture de Mie. C'est dans cette baie que la culture des perles fut mise au point par Mikimoto Kōkichi.